# Золотницкий, Сергей Юрьевич
Сергей Юрьевич Золотницкий (9 января 1962, Донецк, Украинская ССР) — советский и украинский футболист, вратарь; тренер. Мастер спорта СССР.

## Биография
Воспитанник СДЮШОР «Шахтёр» Донецк, в команде с 1977 года. В высшей лиге дебютировал в 1982 году — в 9 матчах пропустил 22 гола; дважды — от «Динамо» Киев и «Торпедо» Москва пропускал по 5 голов. Армейскую службу проходил в 1983—1984 годах в СКА Киев во второй лиге. Сезон 1985 провёл в никопольском «Колосе». Вернулся в «Шахтёр», в 1986—1988 годах в 50 матчах чемпионата пропустил 52 мяча. Затем играл за клубы «Заря» Луганск (1989—1990), «Нива» Винница (1991), «Вислока» Дембица, Польша (1992), «Темп» Шепетовка (1992), «Кремень» Кременчуг (1992), «Ворскла» Полтава (1993), «Этыр» Велико-Тырново, Болгария (1993), «Шахтёр» Снежное (1993—1994), «Бажановец» (1994), «Шахтёр-2» Донецк (1994), «Звезда НИБАС» Кировоград (1995—1996), «Шахтёр» Макеевка (1997—1998).
В 1998 году — тренер в макеевском «Шахтёре», затем работал тренером по работе с вратарями в клубах «Металлург» Донецк (1999—2003, 2005—2006), «Сталь» Днепродзержинск (2004—2005), «Гелиос» Харьков| (2006—2007), «Зимбру» Кишинёв, Молдавия (2007—2008), «Арсенал» Киев (2009), «Крымтеплица» Молодёжное (2009—2011), «Говерла-Закарпатье» Ужгород (2011—2012), «Карпаты» Львов (2013—2014), «Металлист» Харьков (2015—2016), «Мариуполь» (2016—2017).
В феврале 2018 года назначен главным тренером клуба «Сумы».
В 2020 году, решением контрольно-дисциплинарного комитета УАФ, был отстранён от любой деятельности связанной с футболом на 3 года и ещё 2 года условно (с испытательным сроком 2 года), за участие в организации договорных матчей. По состоянию на октябрь 2023 года работал ассистентом главного тренера донецкого «Шахтёра», созданного в 2020 году российской оккупационной администрацией

## Достижения
- Финалист Кубка СССР: 1985/86